# 나누메아 환초

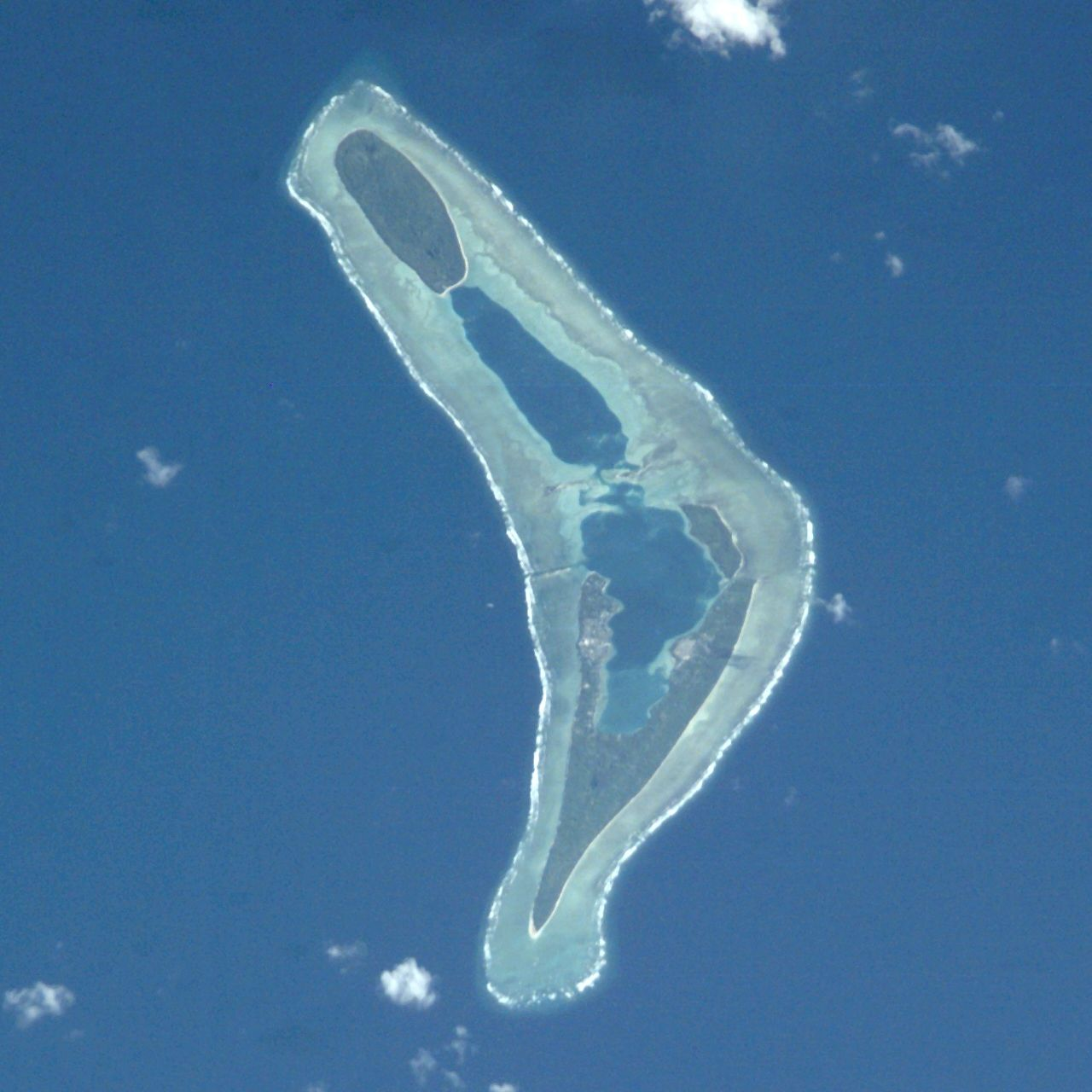
나누메아 환초 위성사진

나누메아 환초(Nanumea)는 투발루 최북서단에 위치한 환초로, 면적은 3.87km2, 인구는 664명(2002년 기준)이며 길이는 11.5km, 넓이는 2.4km이다. 크게 5개 섬[나누메아섬(Nanumea)과 라케나섬(Lakena), 테모투폴리키섬(Temotufoliki), 레포가키섬(Lefogaki), 테아투아아타에포아섬(Teatua a Taepoa)]으로 나뉘는데 가장 큰 섬은 나누메아섬이고 두 번째로 큰 섬은 라케나섬이다.
전설에 따르면 파이(Pai)와 바우(Vau)라고 하는 두 명의 여성이 최초로 이 섬에 정착했고 나중에 테폴라하(Tefolaha)가 이 섬을 지배했다고 전해진다. 주민들은 크리스마스 때마다 파티(Pati)라고 부르는 날을 기념하는데 파티는 현지어로 "테폴라하와 예수의 날"의 머리글자에서 유래된 이름이다.